# Manfred Weinmann

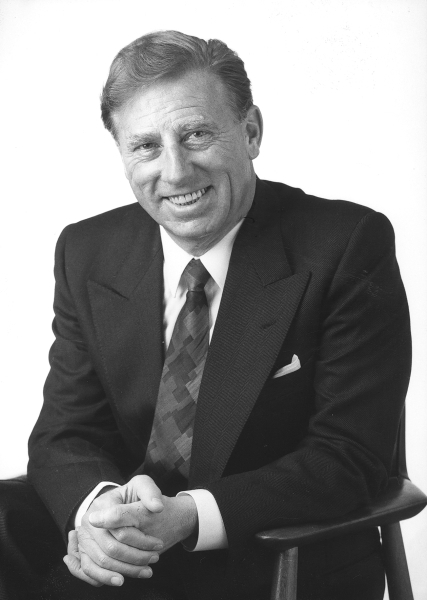
Manfred Weinmann

Manfred Weinmann (* 17. Juli 1934 in Neckargartach; † 5. Juni 2013) war ein deutscher Politiker (CDU) und von 1983 bis 1999 Oberbürgermeister von Heilbronn.

## Leben
Weinmann absolvierte nach dem Zweiten Weltkrieg eine Lehre als Technischer Zeichner. 1956 holte er das Abitur nach und studierte Volkswirtschaftslehre. 1957 trat er in die CDU ein. Von 1964 bis 1976 war er im Wirtschaftsministerium des Landes Baden-Württemberg beschäftigt. 1966 promovierte er zum Dr. rer. pol. und wurde im selben Jahr Mitglied des Heilbronner Gemeinderats, wo er später Vorsitzender der CDU-Fraktion wurde. 1976 wurde er als Nachfolger von Karl Nägele zum Ersten Bürgermeister und Stellvertreter des Oberbürgermeisters gewählt. In diesem Amt wurde er 1983 von Peter Giebler abgelöst. Am 11. September 1983 wurde er im ersten Wahlgang mit 51,9 % als Nachfolger von Hans Hoffmann zum Oberbürgermeister von Heilbronn gewählt und hatte dieses Amt nach seiner Wiederwahl 1991 bis zum Jahr 1999 inne.
Weinmanns Sohn Nico Weinmann (* 1972) ist seit 2000 Stadtrat in Heilbronn und seit 2016 FDP-Abgeordneter im Landtag von Baden-Württemberg für den Landtagswahlkreis Heilbronn.

## Auszeichnungen
Manfred Weinmann erhielt 1989 das Verdienstkreuz am Bande des Verdienstordens der Bundesrepublik Deutschland sowie 1999 das Bundesverdienstkreuz 1. Klasse. Für seine Verdienste um die Jungen Europäischen Föderalisten und die Europa-Union Heilbronn wurde Weinmann 2007 zum Ehrenmitglied des Heilbronner Kreisverbandes der Europa-Union Deutschland ernannt. Am 17. Juli 2009 ernannte die Stadt Heilbronn Weinmann zum Ehrenbürger. Schon Jahre zuvor war er bereits Ehrenbürger der Heilbronner Partnerstädte Béziers und Stockport geworden.